# 牛街
39°53′07″N 116°21′27″E / 39.885139°N 116.357441°E

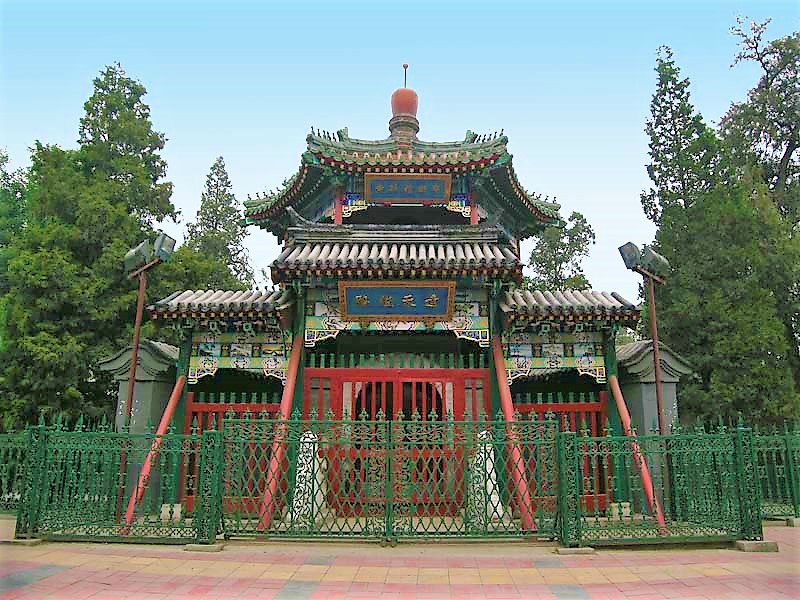
牛街礼拜寺

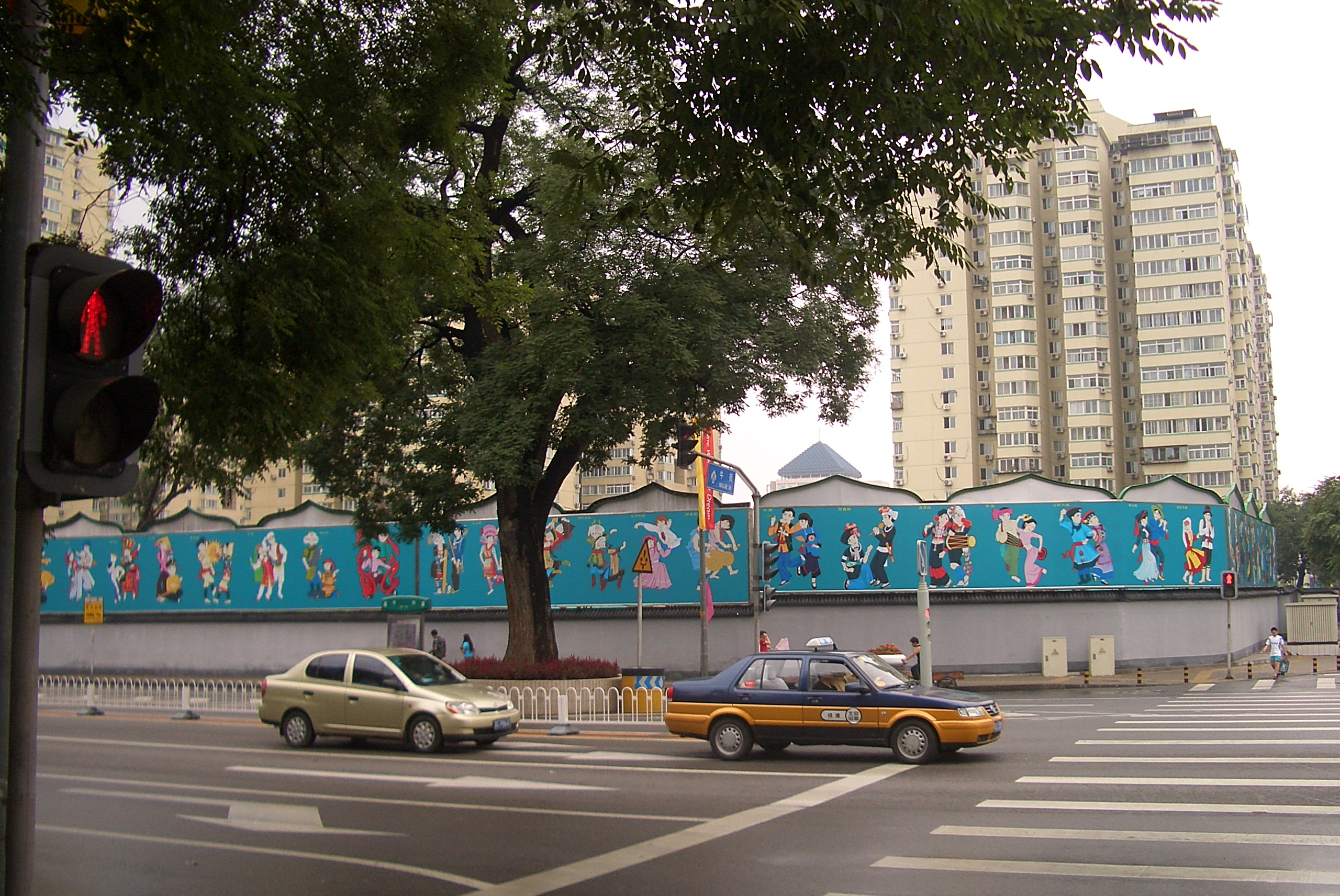
牛街路边墙上的中国各民族展示。位于牛街与牛街四条交口处的西南角

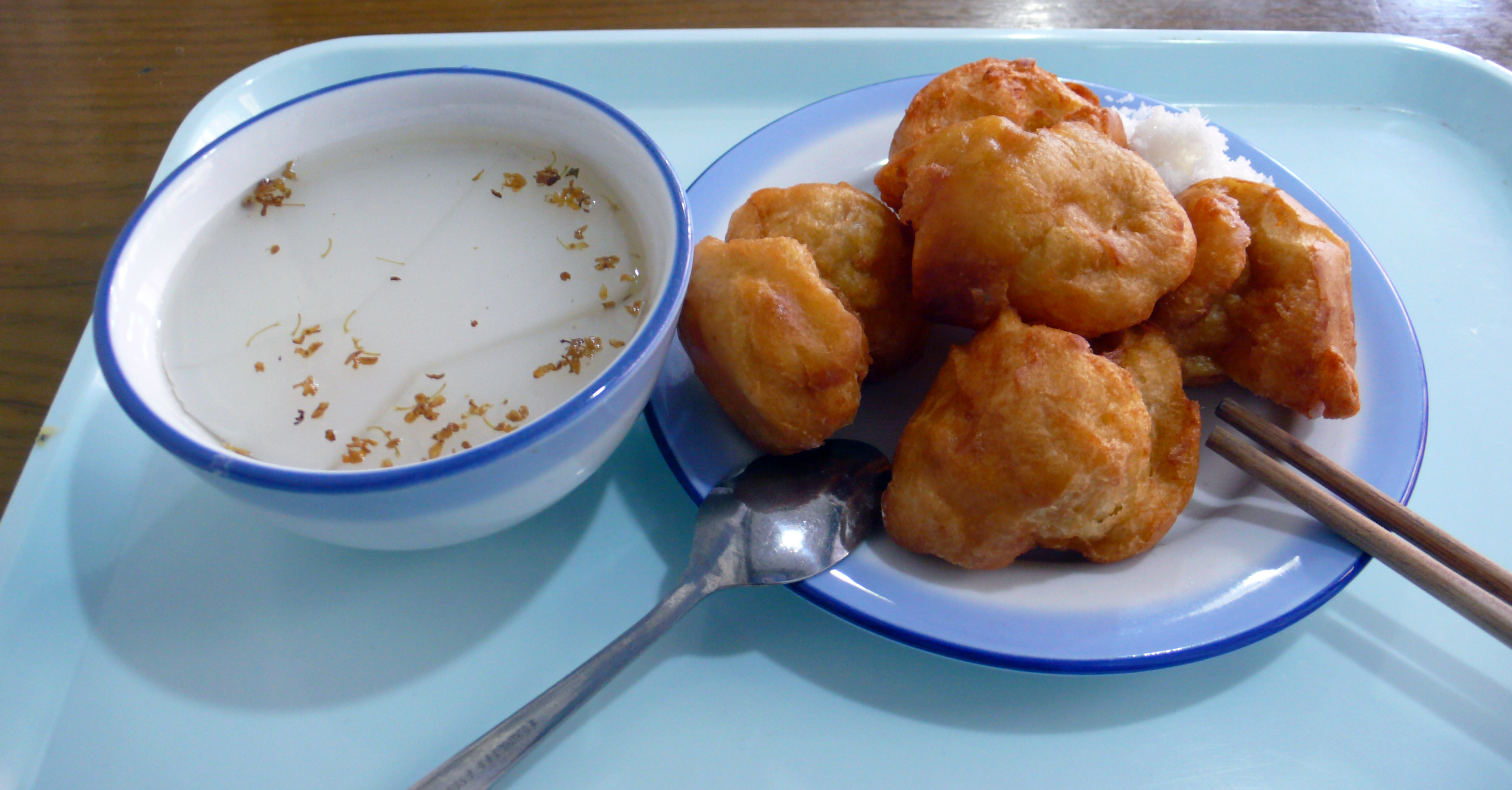
牛街名小吃店奶酪魏的杏仁豆腐和奶油炸糕

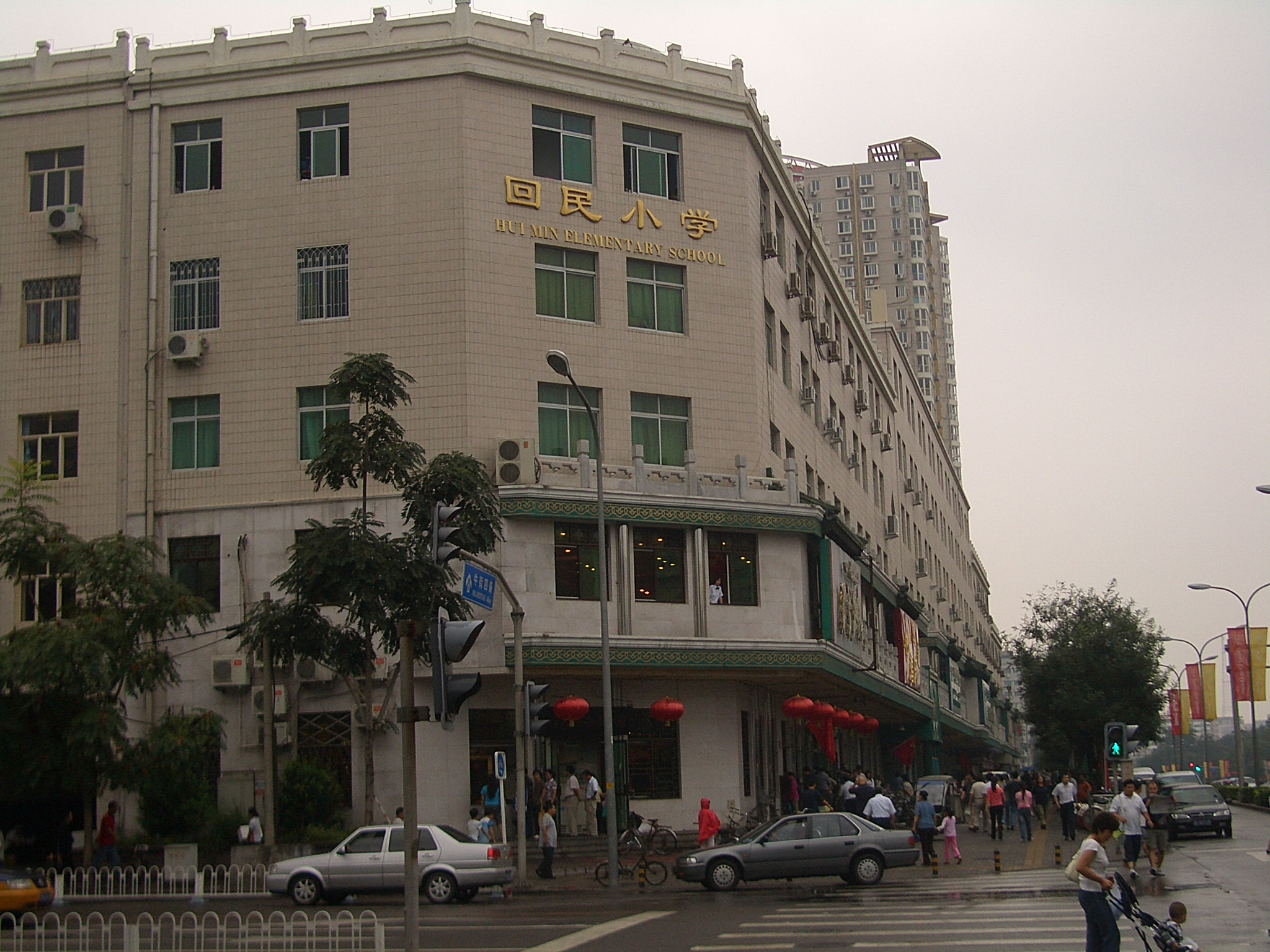
牛街（图右）与牛街四条（图左）交口处西北角的回民小学

牛街是中国北京市西城区南部的一条南北走向的大街。北起广安门内大街南至南横街，因为在这条街上多穆斯林聚居而闻名，亦因为在这条街上拥有牛街礼拜寺而闻名于世。

## 历史
牛街这个名称的历史远远没有这条街悠久，明朝嘉靖年间张爵所著《京师五城坊巷胡同集》中尚无牛街的记载，只有一条名叫“礼拜寺”的街道，相信就是今天的牛街。清朝末年，因牛街在庚子之变中较为安定，慈禧太后曾经颁诏将其改名为“太平街”，但始终未获民间认同。
牛街之出名是因为座落于这条街上的牛街礼拜寺，礼拜寺建于辽代统和十四年，其历史要远远久于牛街这条街道的历史，现在是文物保护单位。
除了伊斯兰教的清真寺，在牛街还有一座佛教寺院和一座道观，佛教寺院名为峨眉禅林，建于清康熙初年，道观建于元初，本名长春观，是元十四道观之一，相传为长春真人丘处机弟子所建，至清初，长春观已经毁弃，仅余陵墓数座，民间俗称道士坟。
早年间回族在京城以“三把刀”著称，所谓三把刀指瓦刀、切肉刀和切糕刀，即指回族群众主要从事泥瓦匠、屠宰和小吃制作销售这三种行业。牛街是回族聚居区，因而牛街的特色美食也是闻名京城的，其中的聚宝源涮肉、奶酪魏等尤为突出。
1949年后，牛街成为中国政府民族政策的象征，很多党和国家领导人专程到这里参观考察。文化大革命中一度改称“民族团结路”，后来复名“牛街”。1997年，牛街危改一期工程上马，2000年牛街危改二期上马，牛街及其附近地区的危房大多拆除。胡同肌理被完全破坏，但原来的七米宽的马路改为自行车道，旁边新修了40米宽的新牛街。同时马路中心分岔保存了古树，并巧妙地使清真寺前的影壁融入了新老牛街之间的绿化隔离带。

## 教育
牛街有北京市宣武回民小学。

## 扩展阅读
- （英文） Wang, Wenfei, Shangyi Zhou, and C. Cindy Fan. "Growth and Decline of Muslim Hui Enclaves in Beijing" ( （页面存档备份，存于）). Eurasian Geography and Economics (EN), 2002, 43, No. 2, pp. 104–122.